# Good Kid (ep)
Good Kid is de eerste ep van de gelijknamige Canadese indierockband Good Kid. De ep werd onafhankelijk uitgegeven op op 15 juni 2018, geproduceerd door Crispin Day. De ep werd opgenomen bij The Cabin Recording in Toronto. De cover art is ontworpen en gemaakt door Gabriel Altrows.
De ep bevat 6 nummers, waarvan er 4 singles zijn. De 4 singles Nomu, Atlas, Witches en Tell Me You Know werden tussen 2015 en 2018 uitgebracht.

## Tracklist
| Nr.          | Titel            | Duur  |
| ------------ | ---------------- | ----- |
| 1.           | Nomu             | 2:49  |
| 2.           | Tell Me You Know | 3:17  |
| 3.           | Alchemist        | 2:53  |
| 4.           | Witches          | 2:34  |
| 5.           | Faster           | 2:37  |
| 6.           | Atlas            | 2:24  |
| Totale duur: | Totale duur:     | 16:34 |

## Bezetting
- Nick Frosst - zang
- Jacob Tsafatinos - gitaar
- David Wood - gitaar
- Michael Kozakov - bass
- Jon Ke - drums